# Volta a la Comunitat Valenciana 1999
La Volta a la Comunitat Valenciana 1999, cinquantasettesima edizione della corsa, si svolse dal 23 al 27 febbraio su un percorso di 756 km ripartiti in 5 tappe (la quinta suddivisa in due semitappe), con partenza a Villarreal e arrivo a Benidorm. Fu vinta dal kazako Aleksandr Vinokurov della Casino davanti all'italiano Wladimir Belli e allo spagnolo Javier Pascual Rodríguez.

## Tappe
| Tappa  | Data        | Percorso                                | km   | Vincitore di tappa  | Leader cl. generale |
| ------ | ----------- | --------------------------------------- | ---- | ------------------- | ------------------- |
| 1ª     | 23 febbraio | Villarreal > Villarreal                 | 150  | Manuel Sanroma      | Manuel Sanroma      |
| 2ª     | 24 febbraio | Villarreal > Sagunto                    | 174  | Erik Zabel          | Manuel Sanroma      |
| 3ª     | 25 febbraio | Sagunto > Barraix                       | 165  | Michael Boogerd     | Aleksandr Vinokurov |
| 4ª     | 26 febbraio | Tavernes de la Valldigna > Calp         | 182  | Michele Bartoli     | Aleksandr Vinokurov |
| 5ª-1ª  | 27 febbraio | Calp > Benidorm                         | 71   | Stefano Zanini      | Aleksandr Vinokurov |
| 5ª-2ª  | 27 febbraio | Benidorm > Benidorm (cron. individuale) | 13,6 | Aleksandr Vinokurov | Aleksandr Vinokurov |
| Totale | Totale      | Totale                                  | 756  |                     |                     |

## Dettagli delle tappe

### 1ª tappa
- 23 febbraio: Villarreal > Villarreal – 150 km

| Pos. | Corridore       | Squadra     | Tempo    |
| ---- | --------------- | ----------- | -------- |
| 1    | Manuel Sanroma  | Fuenlabrada | 3h56'23" |
| 2    | Mario Cipollini | Saeco       | s.t.     |
| 3    | Glenn Magnusson | US Postal   | s.t.     |

| Pos. | Corridore      | Squadra     | Tempo    |
| ---- | -------------- | ----------- | -------- |
| 1    | Manuel Sanroma | Fuenlabrada | 3h56'23" |

### 2ª tappa
- 24 febbraio: Villarreal > Sagunto – 174 km

| Pos. | Corridore           | Squadra | Tempo    |
| ---- | ------------------- | ------- | -------- |
| 1    | Erik Zabel          | Telekom | 4h37'16" |
| 2    | Gian Matteo Fagnini | Saeco   | s.t.     |
| 3    | Stefano Zanini      | Mapei   | s.t.     |

| Pos. | Corridore      | Squadra     | Tempo |
| ---- | -------------- | ----------- | ----- |
| 1    | Manuel Sanroma | Fuenlabrada |       |

### 3ª tappa
- 25 febbraio: Sagunto > Barraix – 165 km

| Pos. | Corridore           | Squadra       | Tempo    |
| ---- | ------------------- | ------------- | -------- |
| 1    | Michael Boogerd     | Rabobank      | 4h38'37" |
| 2    | Aleksandr Vinokurov | Casino        | a 2"     |
| 3    | Wladimir Belli      | Festina-Lotus | a 5"     |

| Pos. | Corridore           | Squadra | Tempo     |
| ---- | ------------------- | ------- | --------- |
| 1    | Aleksandr Vinokurov | Casino  | 13h12'18" |

### 4ª tappa
- 26 febbraio: Tavernes de la Valldigna > Calp – 182 km

| Pos. | Corridore       | Squadra  | Tempo    |
| ---- | --------------- | -------- | -------- |
| 1    | Michele Bartoli | Mapei    | 4h53'33" |
| 2    | Erik Zabel      | Telekom  | s.t.     |
| 3    | Markus Zberg    | Rabobank | s.t.     |

| Pos. | Corridore           | Squadra | Tempo     |
| ---- | ------------------- | ------- | --------- |
| 1    | Aleksandr Vinokurov | Casino  | 18h05'51" |

### 5ª tappa - 1ª semitappa
- 27 febbraio: Calp > Benidorm – 71 km

| Pos. | Corridore      | Squadra       | Tempo    |
| ---- | -------------- | ------------- | -------- |
| 1    | Stefano Zanini | Mapei         | 1h27'42" |
| 2    | Nicola Minali  | Cantina Tollo | s.t.     |
| 3    | Manuel Sanroma | Fuenlabrada   | s.t.     |

| Pos. | Corridore           | Squadra | Tempo |
| ---- | ------------------- | ------- | ----- |
| 1    | Aleksandr Vinokurov | Casino  |       |

### 5ª tappa - 2ª semitappa
- 27 febbraio: Benidorm > Benidorm (cron. individuale) – 13,6 km

| Pos. | Corridore           | Squadra       | Tempo  |
| ---- | ------------------- | ------------- | ------ |
| 1    | Aleksandr Vinokurov | Casino        | 16'41" |
| 2    | Wladimir Belli      | Festina-Lotus | a 5"   |
| 3    | Melchor Mauri       | Benfica       | a 7"   |

| Pos. | Corridore                | Squadra       | Tempo     |
| ---- | ------------------------ | ------------- | --------- |
| 1    | Aleksandr Vinokurov      | Casino        | 19h50'14" |
| 2    | Wladimir Belli           | Festina-Lotus | a 8"      |
| 3    | Javier Pascual Rodríguez | Kelme         | a 35"     |

## Classifiche finali

### Classifica generale
| Pos. | Corridore                | Squadra                         | Tempo     |
| ---- | ------------------------ | ------------------------------- | --------- |
| 1    | Aleksandr Vinokurov      | Casino                          | 19h50'14" |
| 2    | Wladimir Belli           | Festina-Lotus                   | a 8"      |
| 3    | Javier Pascual Rodríguez | Kelme                           | a 35"     |
| 4    | David Millar             | Cofidis                         | a 39"     |
| 5    | Santiago Botero          | Kelme                           | a 44"     |
| 6    | Claus Michael Møller     | TVM-Farm Frites                 | a 46"     |
| 7    | Melchor Mauri            | Sport Lisboa Benfica-Winterthur | a 53"     |
| 8    | Michele Bartoli          | Mapei-Quick Step                | a 1'01"   |
| 9    | Luis Pérez Rodriguez     | ONCE-Deutsche Bank              | a 1'03"   |
| 10   | Michael Boogerd          | Rabobank                        | a 1'08"   |